# Chorizanthe rectispina
Chorizanthe rectispina Goodman – gatunek rośliny z rodziny rdestowatych (Polygonaceae Juss.). Występuje naturalnie w południowo-zachodnich Stanach Zjednoczonych – w Kalifornii. 

## Morfologia
PokrójRoślina jednoroczna dorastająca do 5–40 cm wysokości. Pędy są owłosione.
LiścieBlaszka liściowa liści odziomkowych jest owłosiona i ma kształt od odwrotnie lancetowatego do łyżeczkowatego. Mierzy 5–15 mm długości oraz 2–6 mm szerokości. Ogonek liściowy jest owłosiony i osiąga 5–10 mm długości.
KwiatyZebrane w wierzchotki jednoramienne, rozwijają się na szczytach pędów. Okwiat ma obły kształt i barwę od białej do żółtej, mierzy do 3–4 mm długości.
OwoceNiełupki o kulistym kształcie, osiągają 3–4 mm długości.

## Biologia i ekologia
Rośnie w lasach sosnowych, zaroślach oraz na terenach skalistych. Występuje na wysokości do 600 m n.p.m. Kwitnie od maja do lipca. 

## Ochrona
Chorizanthe rectispina posiada status gatunku krytycznie zagrożonego.